# Die Reise zur geheimnisvollen Insel
Die Reise zur geheimnisvollen Insel ist ein US-amerikanischer Abenteuerfilm aus dem Jahr 2012 und der zweite Teil der Die-Reise-Reihe. Der Film verwendet Motive aus Jules Vernes Die geheimnisvolle Insel und ist die Fortsetzung des 2008 veröffentlichten Filmes Die Reise zum Mittelpunkt der Erde.

## Handlung
Hank Parsons hilft seinem Stiefsohn Sean Anderson, ein codiertes Signal zu entschlüsseln, von dem Sean glaubt, dass es von seinem verschollenen Großvater stammt. Sie bemerken, dass der Code mit den Büchern Die Schatzinsel, Gullivers Reisen und Jules Vernes Die geheimnisvolle Insel zusammenhängt. Sean erkennt, dass alle diese Bücher auf einer Insel spielen und schlussfolgert, dass es immer um die gleiche Insel geht. Mit Hilfe der Inselkarten aus den Büchern ermitteln sie die Koordinaten. Sean und Hank reisen nach Palau und lassen sich von Gabato  und dessen Tochter Kailani zu ihrem Ziel fliegen. Unterwegs gerät der Hubschrauber jedoch in einen Sturm und stürzt ab. Sie finden sich auf einer Insel wieder.
Als die Gruppe die Insel erforscht, entdecken sie, dass hier alle großen Tiere klein sind, z. B. ein Elefant nur Kniehöhe erreicht, und die kleinen Tiere groß. Sie werden von einer gigantischen Eidechse angegriffen, jedoch von Alexander gerettet. Er führt sie zu seiner Hütte, die er aus dem Wrack des Schiffes baute, welches ihn auf die Insel gebracht hatte. Kailani will sofort ein Notsignal ans Festland schicken, doch Alexander teilt ihnen mit, dass die Position des Kommunikationssatelliten erst wieder in zwei Wochen an der richtigen Stelle sein wird. Am nächsten Tag führt er die Gruppe zu der verlorenen Stadt Atlantis. Er erklärte den anderen, dass die Insel alle 140 Jahre versinkt und dies erst wieder in einigen Jahren so weit sein wird. Doch Hank meint, dass Alexanders Berechnungen falsch seien, da es Beweise gibt, dass die Insel schon in den nächsten Tagen sinken wird. Der einzige Weg sich zu retten ist das U-Boot Nautilus von Kapitän Nemo, das irgendwo auf der Insel verborgen liegt. In Nemos Krypta findet Kailani das Logbuch, das den Verbleib des Schiffes dokumentiert, und sie erfahren, dass es in einer der Höhlen an der Küste liegt. Auf dem Weg zur Höhle kommen sie an einem Goldvulkan vorbei und Sean will ihn sich anschauen, doch aufgrund des Zeitmangels können sie dies nicht. Als die Gruppe auf riesigen Bienen einen großen Berg überquert, wird sie von Vögeln angegriffen, die die Bienen als Nahrung suchen. Sean und Kailani können sich retten, doch dabei rutscht Kailani von der Biene und stürzt in die Tiefe. Sean kann sie retten und Kailani ist ihm sehr dankbar. Doch sie werden immer noch von den Vögeln verfolgt, dabei stürzt Sean und verrenkt sich den Fuß, was die Gruppe erheblich verlangsamt.
Am nächsten Morgen ist rund um ihr Schlaflager das Wasser stark angestiegen. Hank meint, dass sie nur noch Stunden statt Tage haben. Sie wollen sich gerade auf den Weg machen, als Kailani merkt, dass ihr Vater verschwunden ist. Die Gruppe beschließt, dass Sean und Hank schon zur Küste vorgehen und Alexander und Kailani Gabato suchen. Als Sean und Hank an der Küste ankommen, ist die Höhle schon unter Wasser. Deshalb bauen sie sich aus Plastiktüten Druckluftflaschen und tauchen zur Nautilus hinunter. Dabei werden sie von einem riesigen Zitteraal angegriffen und können sich in letzter Sekunde ins U-Boot retten. Als sie das U-Boot starten wollen, müssen sie erkennen, dass die 140 Jahre alten Batterien dazu zu schwach sind. Hank hat die Idee den Zitteraal als Starthilfe zu benutzen, was auch funktioniert.
Zur selben Zeit suchen Kailani und Alexander nach Gabato, der zum Goldvulkan gegangen ist. Als sie ihn finden, gräbt Gabato nach Gold, um seiner Tochter ein besseres Leben ermöglichen zu können. Doch Kailani kann ihren Vater überreden, dass sie so schnell wie möglich an die Küste müssen. Als sie dort ankommen, sehen sie kein U-Boot und die Insel geht langsam unter. Als die drei unter Wasser gezogen werden, werden sie von Sean und Hank, die das U-Boot starten konnten, aufgelesen. An Bord muss Gabato das Steuer übernehmen, da die untergehende Insel ihnen den Weg zum Pazifik versperrt. Hank feuert einen Torpedo ab, um den Weg frei zu bekommen. Auf dem Weg nach Hause bedankt sich Kailani für Seans Tapferkeit und küsst ihn.
Sechs Monate später: Kailani besucht Sean, da dieser Geburtstag hat. Währenddessen telefoniert sie mit ihrem Vater, der in Palau nun wohlhabend ist und die beliebteste Touristenattraktion der Insel hat, Kapitän Nemos U-Boot Nautilus. Auch Seans Großvater kommt zum Geburtstag und schenkt seinem Enkel Jules Vernes Von der Erde zum Mond. Liz stöhnt schon auf und Hank meint, es sei doch nur eine Reise zum Mond.

## Veröffentlichung
Die Weltpremiere fand am 19. Januar 2012 in Sydney statt. Am 10. Februar 2012 wurde der Film in den US-amerikanischen Kinos erstmals gezeigt. In Deutschland startete er am 1. März 2012.

## Produktion
2009 gaben New Line Cinema und Walden Media bekannt, dass es eine Fortsetzung zu dem Film Die Reise zum Mittelpunkt der Erde geben und Josh Hutcherson noch einmal die Rolle des Sean Anderson übernehmen würde. Eineinhalb Jahre später hieß es, dass Brendan Fraser und Anita Briem nicht wieder dabei sein würden. Stattdessen wurde Dwayne Johnson für die Rolle des Hank Parsons, Seans Stiefvater, gecastet. Im September 2010 stießen Michael Caine und Kristin Davis zum Cast. Am 15. Oktober 2010 wurde Vanessa Hudgens als Love Interest für Sean Anderson verpflichtet.
Das Budget betrug 79 Millionen US-Dollar.

### Dreharbeiten
Die Dreharbeiten fanden vom 10. Januar 2011 bis 10. Februar 2011 hauptsächlich in Waimea Valley und auf der Kualoa Ranch in Oʻahu, Hawaii statt.

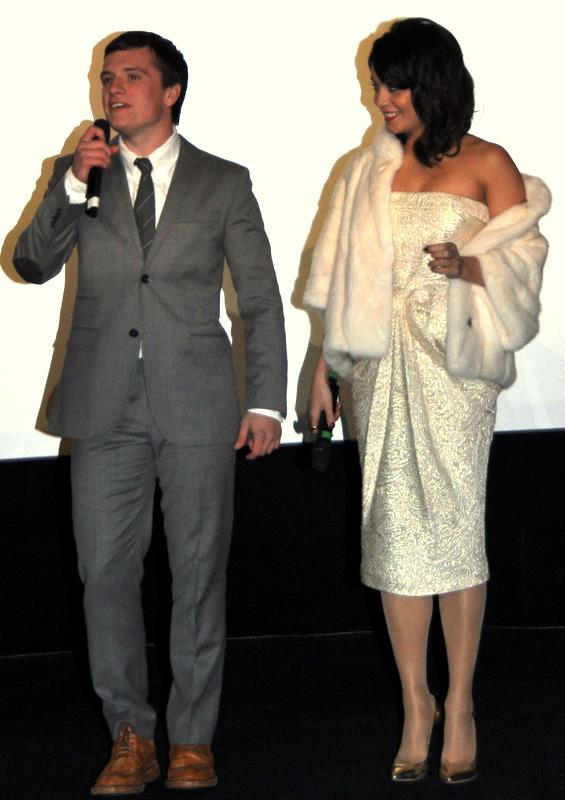
Vanessa Hudgens und Josh Hutcherson im Februar 2012 in Paris

### Synchronisation
Die deutsche Synchronisation erfolgte bei Film- & Fernseh-Synchron in Berlin. Buch und Regie: Jan Odle.
| Rolle         | Darsteller      | Deutsche Sprecher |
| ------------- | --------------- | ----------------- |
| Sean Anderson | Josh Hutcherson | Johannes Walenta  |
| Hank Parsons  | Dwayne Johnson  | Ingo Albrecht     |
| Kailani       | Vanessa Hudgens | Marieke Oeffinger |
| Großvater     | Michael Caine   | Jürgen Thormann   |
| Liz Anderson  | Kristin Davis   | Gundi Eberhard    |
| Gabato        | Luis Guzmán     | Claus Brockmeyer  |

## Rezeption

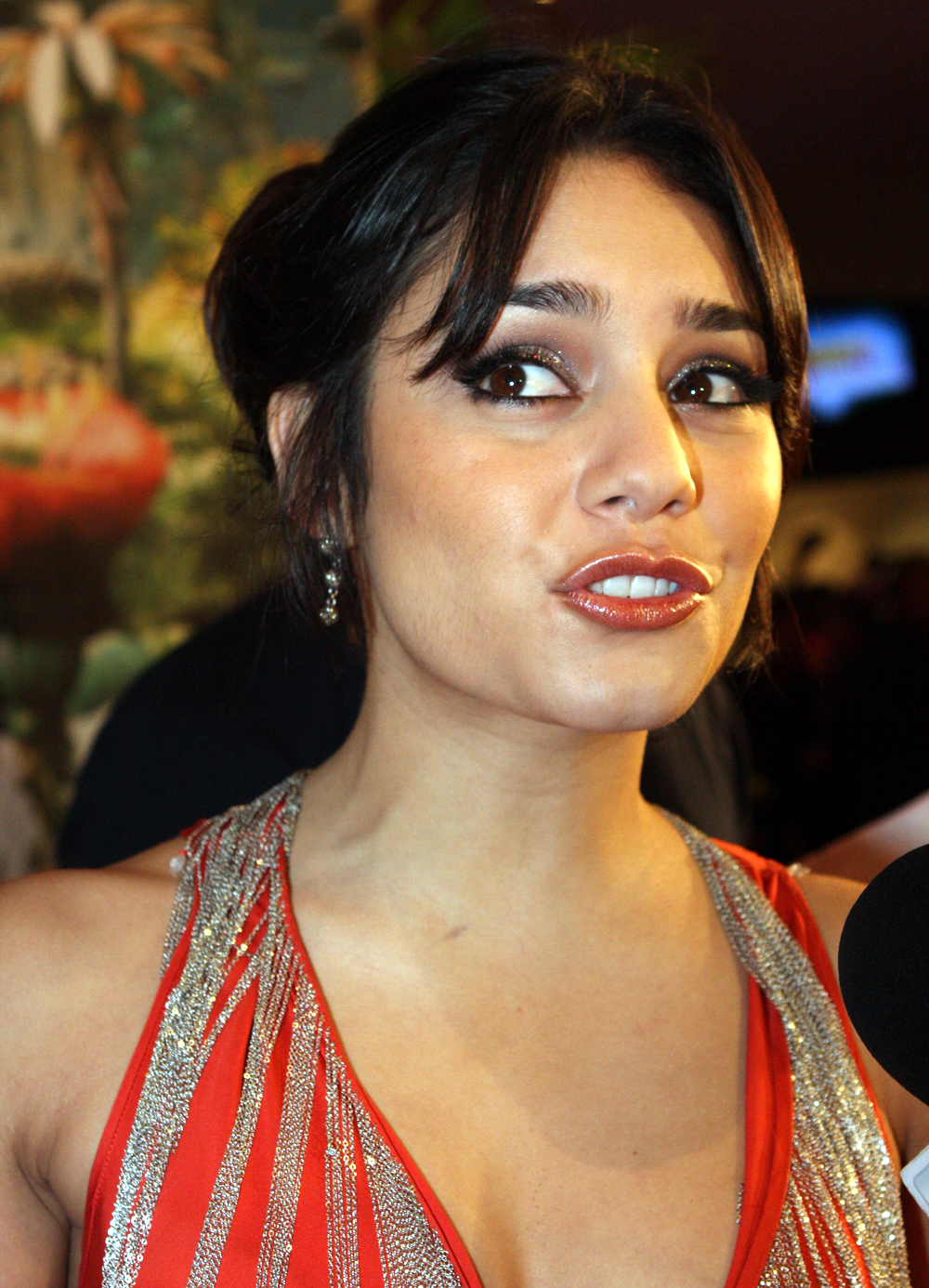
Vanessa Hudgens bei der Filmpremiere in Sydney 2012

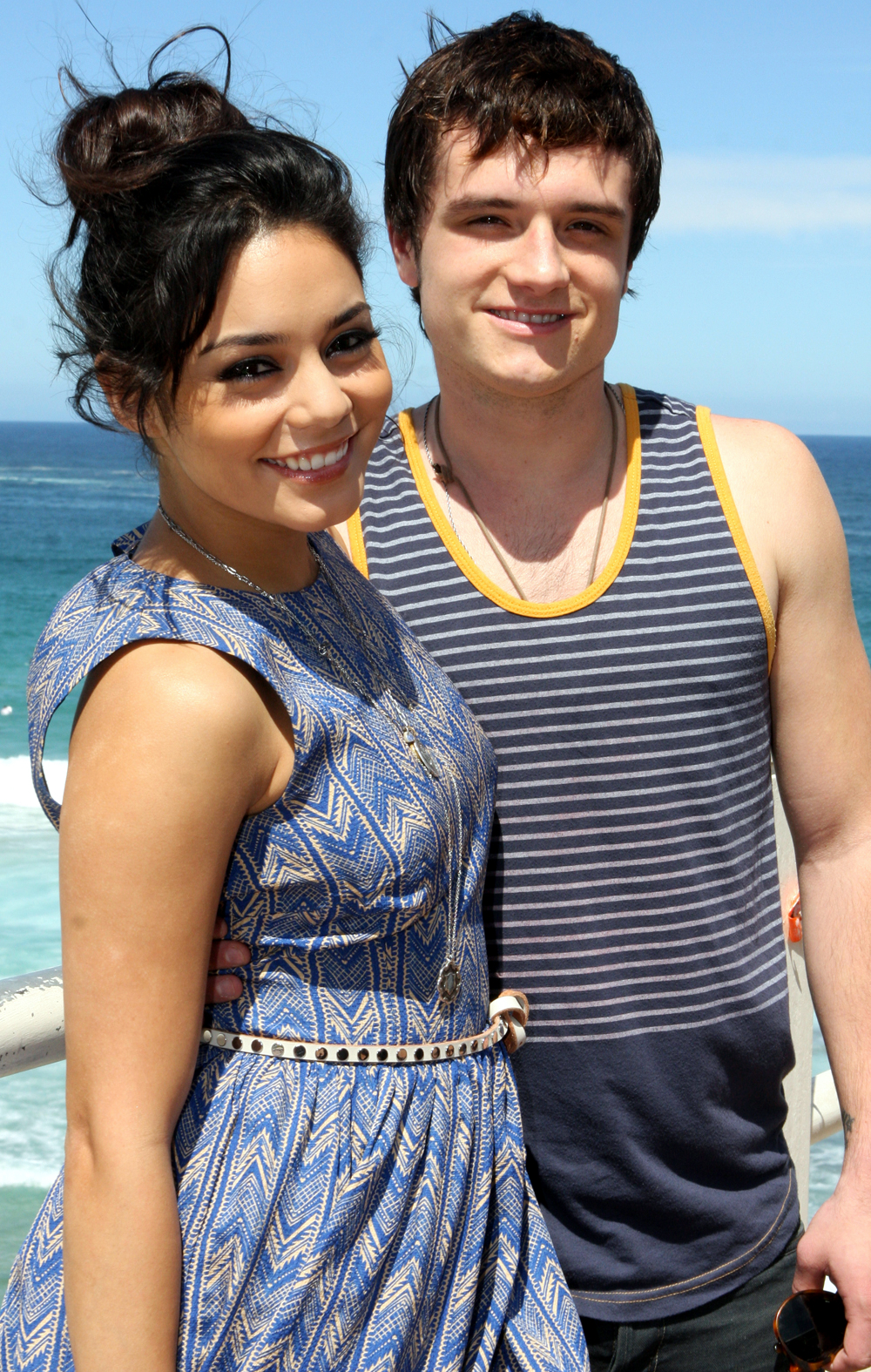
Hudgens und Josh Hutcherson im Januar 2012 in Sydney

### Erfolg
Bei Produktionskosten von 79 Millionen US-Dollar spielte der Film bis zum 6. Juli 2012 etwa 325,86 Millionen US-Dollar wieder ein. Am Eröffnungstag spielte der Film in den USA 6,5 Millionen US-Dollar ein, und nach dem ersten Wochenende waren es 27,55 Millionen US-Dollar. Der Film landete auf dem dritten Platz hinter Für immer Liebe und Safe House. Somit übertraf der Film seinen Vorgänger Die Reise zum Mittelpunkt der Erde, der am Eröffnungswochenende „nur“ 21 Millionen US-Dollar einspielte.
Am Startwochenende sahen den Film 150.000 Zuschauer in den deutschen Kinos. Er belegte damit den dritten Platz hinter Ziemlich beste Freunde und Das gibt Ärger. Bis zum 6. Juli 2012 wurde der Film von 580.872 Menschen gesehen.
| Land           | Einspielergebnis in US-Dollar |
| -------------- | ----------------------------- |
| Australien     | 7.518.548                     |
| Großbritannien | 10.709.999                    |
| Singapur       | 2.244.444                     |
| Mexiko         | 12.680.160                    |
| Hongkong       | 4.535.404                     |
| Südkorea       | 8.499.847                     |
| USA            | 103.860.290                   |
| Frankreich     | 12.095.241                    |
| Deutschland    | 6.246.520                     |
| Russland       | 17.558.757                    |

### Kritiken
Auf der Seite Rotten Tomatoes wurden von 132 Rezensionen 45 % als positiv angesehen. Bei den Zuschauern stimmten 59 % für den Film.

„Das Sequel zu Disneys vom gleichnamigen Jules-Verne-Klassiker inspirierten ‚Die Reise zum Mittelpunkt der Erde‘ ist erneut Abenteuerkino für die ganze Familie. Fantasievolle, opulente Settings und Lebewesen in 3D bilden den Hintergrund für eine turbulente Geschichte mit Darstellern, die zur Identifikation für alle Generationen einladen. Hier hat Dwayne Johnson von Brendan Fraser die Führung des Trüppchens übernommen.“

„Die Reise zur geheimnisvollen Insel fliegt angenehm vorbei – und ist dann sofort vergessen. Vielleicht kann Jules Verne dieses Phänomen erklären.“

„Während die Gruppe von Abenteurern von einer überlebensgroßen Herausforderung zur nächsten springt, wird man nicht das Gefühl los, welch kreatives Potential von Jules Vernes Geschichte hier verschwendet wird.“

„Was weniger als Film überzeugt, sondern mehr wie ein Pop-up-Bilderbuch mit Minimalhandlung wirkt. Monsieur Verne würde sich trotz schillernder 3-D-Effekte im Grab umdrehen.“

„‚Die Reise zur geheimnisvollen Insel‘ ist sicherlich kein Film, der lange im Gedächtnis bleibt. Wahrscheinlich hat man vieles nach dem Abspann sofort wieder vergessen. Doch wer auf Popcornkino ohne große Höhepunkte oder auf die Hauptdarsteller steht, kommt hier auf seine Kosten.“

## Filmtechnik
Der Film wurde in 3D gedreht und ist in 3D und 2D in die Kinos gekommen.